# Monaco a 2011-es úszó-világbajnokságon
Monaco a 2011-es úszó-világbajnokságon két versenyzővel vett részt.

## Úszás
Női
| Versenyző           | Esemény                    | Selejtező | Selejtező | Elődöntő          | Elődöntő          | Döntő             | Döntő             |
| Versenyző           | Esemény                    | Idő       | Helyezés  | Idő               | Helyezés          | Idő               | Helyezés          |
| ------------------- | -------------------------- | --------- | --------- | ----------------- | ----------------- | ----------------- | ----------------- |
| Amelie Trinquier    | Női 50 méteres gyorsúszás  | 29.94     | 60        | Nem jutott tovább | Nem jutott tovább | Nem jutott tovább | Nem jutott tovább |
| Amelie Trinquier    | Női 100 méteres gyorsúszás | 1:04.08   | 62        | Nem jutott tovább | Nem jutott tovább | Nem jutott tovább | Nem jutott tovább |
| Angelique Trinquier | Női 50 méteres hátúszás    | 33.19     | 52        | Nem jutott tovább | Nem jutott tovább | Nem jutott tovább | Nem jutott tovább |
| Angelique Trinquier | Női 100 méteres hátúszás   | 1:11.38   | 53        | Nem jutott tovább | Nem jutott tovább | Nem jutott tovább | Nem jutott tovább |